# Tykocin
Tykocin è un comune urbano-rurale polacco del distretto di Białystok, nel voivodato della Podlachia.
Ricopre una superficie di 207,34 km² e nel 2004 contava 6 530 abitanti.